# Otto Ditlev Kaas
Otto Ditlev Kaas (14. juni 1719 – 6. juli 1778 på Nedergård) var en dansk officer og godsejer.
Han tilhørte Sparre-Kaas'erne og var søn af Rudbek Kaas (1679 – 20. marts 1731) og Sophie Charlotte Ditlevsdatter von Brockdorff (1695 – 28. oktober 1768), blev 1738 kornet ved 3. jydske Rytter-Regiment, 1740 løjtnant, 1744 ritmester, 1756 karakteriseret major, 1758 sekondmajor, 1764 premiermajor, 1766 oberstløjtnant, 1770 dimitteret med obersts karakter og 1774 karakteriseret generalmajor. Kaas erigerede 1775 stamhuset Nedergaard.
15. juli 1745 ægtede han på Vemmetofte Sofie Dorothea von Eickstedt. Parret fik kun døtre, så stamhuset gik over til Frederik Christian Kaas (af Mur-Kaas-slægten), der var gift med en af døtrene.
Han døde 1778 som sidste mand af sin slægt og er begravet i Bøstrup Kirke.